# Filibuster (Außenpolitik)
Mit dem Begriff Filibuster (dt. Freibeuter) bezeichnet man historisch im 19. Jahrhundert US-amerikanische Privatleute, die militärische und politische Unternehmungen gegen Staaten im mittel- und lateinamerikanischen Raum durchführten und dabei eine imperialistische Politik der Vereinigten Staaten befördern wollten. Der Begriff bezieht sich auf die als Flibustiers bekannten Kaperfahrer, die im 17. bis Anfang des 18. Jahrhunderts im Auftrag Frankreichs in der Karibik agierten, später wurde der Begriff zur Bezeichnung karibischer Piraten ganz allgemein. Ab 1851 wurde der Begriff dann in der englischen Sprache auf politische Abenteurer angewandt.
Ideologisch oft angelehnt an die Manifest Destiny oder unter Bezugnahme auf Pläne des sogenannten Golden Circle, betrieben US-amerikanische Privatleute militärische Interventionen in Staaten des karibischen, mittel- und lateinamerikanischen Raumes. Teilweise hatten diese Privatleute die Unterstützung der Regierung der Vereinigten Staaten (oder zumindest Teile dieser) und waren damit Agenten US-amerikanischer imperial(istisch)er Politik, oftmals standen ihre Pläne jedoch auch im expliziten Gegensatz zur amerikanischen Regierung. So wurde beispielsweise auch Aaron Burr, der wegen der sogenannten Burr-Verschwörung als Verräter angeklagt wurde, von seinen politischen Gegnern als „Filibuster“ bezeichnet. Das „Filibustering“ ist auch ganz besonders mit gegen die US-Regierung in Washington gerichtete, aber nicht zwingend sezessionistische Pläne von Südstaatenpolitikern in der Zeit um den amerikanischen Bürgerkrieg verbunden. Der aus diesem Umfeld (Knights of the Golden Circle) stammende Theoretiker George Fitzhugh definierte Filibustering 1858 wie folgt: „Wars of conquest waged by the strong against the weak, with little or no provocation.“
Besonders in der frühen Geschichte der Vereinigten Staaten vor und nach dem Unabhängigkeitskrieg hatten Filibuster-Unternehmungen gegen die Kolonien des Spanischen Kolonialreichs – namentlich Florida und Mexiko – zur Expansion der Vereinigten Staaten beigetragen. 1794 führten diese Präzedenzfälle dazu, dass der Neutrality Act verabschiedet wurde, der es US-amerikanischen Bürgern explizit verbot, Krieg gegen Staaten zu führen, die sich zu diesem Zeitpunkt im Frieden mit den Vereinigten Staaten befanden. Trotzdem kam es während des gesamten 19. Jahrhunderts immer wieder dazu, dass privat geführte militärische und politische Interventionen in die Politik anderer Staaten eingriffen. Die Filibuster waren mit ihren Söldnertruppen dabei auch „auf eigene Rechnung“ aktiv.
Als bekanntester Filibuster kann William Walker (1824–1860) angesehen werden, der in mehreren Staaten in Mittelamerika tätig war. Während des Bürgerkriegs war er 1856 bis 1857 einer der rivalisierenden Präsidenten der Republik von Nicaragua. Weitere bekannte Filibuster waren William Blount, Augustus Magee, George Mathews, George Rogers Clark, William Stephens Smith, Ira Allen, William A. Chanler, James Long und Gregor MacGregor.
Auch Cecil Rhodes und andere im Zusammenhang mit der Kolonialgeschichte insbesondere der Kapkolonie in Erscheinung tretende Akteure wurden zeitgenössisch im hier beschriebenen Sinne als Filibuster bezeichnet.